# Mehmet Şahin
Mehmet Mustafa Şahin, född 1997, är en turkisk brottare som tävlar i grekisk-romersk stil.

## Karriär
Vid EM 2025 i Bratislava tog Şahin brons i 72 kg-klassen efter att ha besegrat litauiske Kristupas Šleiva i bronsmatchen.